# Autoridade pública
Na esfera da administração pública, autoridade pública é a pessoa investida de prerrogativas inerentes à função ou cargo que ocupe, que detém, em razão disso, poder de decisão e mando, tornando-se competente e responsável pelos atos de natureza administrativa ou judiciária que vier a praticar.
O exercício do cargo ou da função pública, emanado do poder que lhe é concedido, visa atender à satisfação do interesse comum.
A autoridade pública, em razão do que foi exposto, não é concessão para livre uso ou apropriação de natureza privada ou pessoal, pois seus atos afetam direta e indiretamente ao órgão público em que presta serviço e às partes interessadas a ele vinculadas (stakeholders).
É necessário distinguir, conforme aponta Hely Lopes Meirelles, autoridade pública de agente público. Este último não tem poder de decisão e competência para a prática de atos administrativos decisórios. Em suma, o agente público tão somente pratica atos executórios.

## Controvérsia jurídica em torno do termo
No bojo da Súmula 333, do Superior Tribunal de Justiça, discute-se a admissibilidade de mandado de segurança contra ato praticado em licitação promovida por sociedade de economia mista ou empresa pública.
O entendimento contemplou um conceito mais amplo de autoridade pública, pois "tanto o funcionário público, quanto o servidor público ou o agente público em geral" pode ser assim considerado. Isto é,  "(...)quem quer que haja praticado um ato funcionalmente administrativo. Daí que um dirigente de autarquia, de sociedade de economia mista, de empresa pública, de fundação pública, obrigados a atender, quando menos aos princípios da licitação, são autoridades públicas, sujeitos passivos de mandado de segurança em relação aos atos de licitação".